# مسجد بد العشرة (القدس)
مسجد بدّ العشرة هو مسجدٌ تاريخي صغير كان يقع في حارة «الباب الجديد» شمال-غرب البلدة القديمة في القدس، ملاصقًا تقريبًا لبطريركية اللاتين. تُرجِّح الوثائق الشرعية إنشاؤه قبل العهد العثماني، ويُعتبر اليوم من «المساجد المندرسة» التي لم يبقَ منها سوى الأطلال.

## التسمية
تربط مصادرُ الوقف القديمة اسمَ المسجد بكلمة «بَدّ» الشائعة في لهجة فلسطين للدلالة على معصرة زيتون حجرية؛ إذ كان للمسجد «بَدٌّ لعصر الزيت» موقوفٌ عليه، ومن هنا جاء مركَّب «بدّ العشرة».

## الموقع
يقع الموضع الأصلي للمسجد داخل الأسوار بين الباب الجديد ودير اللاتين، في الحوض 20 من أراضي البلدة القديمة على مقربة من طريق مار فرنسيس. وقد أشار دليلٌ ميداني إلى أنه أحد مساجد «الباب الجديد» الخمسة مع «الست قمرة» و«الملاط» وغيرها.

## التاريخ
- العصر المملوكي–العثماني المبكّر – تُظهِر سجلات محكمة القدس الشرعية إشاراتٍ للمسجد منذ القرن العاشر الهجري/السادس عشر الميلادي، ما يدلّ على وجوده قبل الحكم العثماني مباشرةً.[1]
- القرن الـ17 – توثَّق حجةٌ شرعية سنة 1068هـ/1657م لاستبدال دارٍ موقوفة على المسجد بسبب خرابها، ما يؤكد امتلاكه أوقافًا مستقلة.[1]
- الانتداب البريطاني – وصف تقرير «عمارة الحرم الشريف» (1928) المسجد بأنه «خرب» ومساحته 845 ذراعًا مربّعًا، مع مبنيَيْن ملحقَيْن استُخدما مطبعةً ومنجرةً.[1]
- عهد الأردن (1950) – خاطبت «نقابة عمّال بلدية القدس» دائرةَ الأوقاف لإعادة تعميره واستثماره؛ غير أنّ المشروع لم يُنجز، وظلّ البدّ في حالة اندثار.[1]

## الوصف المعماري
تشير المصادر الأثرية إلى أنّ المسجد كان مبنيًّا بالحجر المقدسي، ذي بيت صلاة مقبَّب، ومحرابٍ بسيط، ولم تُسجَّل له منارة منفصلة. يَظهر من السجلات أنّ مساحة الوقف الأصلية جاوزت 800 ذراعٍ مربعة، شملت «بَدّ الزيت» وعدّة دكاكين.

## الأوقاف
ذُكرت أوقافٌ عدّة للمسجد، منها دارٌ في «محلّة الجوالدة» وعصر زيتونٍ حجري. ومع تقلّص موارده بعد القرن التاسع عشر، انتقلت ناظريةُ الأوقاف من «إدارة المعارف» العثمانية إلى «دائرة الأوقاف الإسلامية» في القدس، ثم طُرح مشروع استبدال الوقف نقديًّا لصالح البطريركية المجاورة، لكنّه لم يكتمل.

## الوضع الحالي
تفيد الأدبيات الحديثة بأنّ المسجد اندثر تمامًا أو أُدمج في أبنية دير اللاتين المجاورة، ولم يَعد يُقام فيه شعائر منذ منتصف القرن العشرين. ورغم مطالبات أهالي القدس بإعادة بنائه، لا يَزال الموقع بلا ترميم حتى اليوم.

## في السياق
- قائمة مساجد القدس
- الباب الجديد (القدس)

## وصلات خارجية
- "تعرف على مساجد البلدة القديمة بالقدس". الجزيرة نت – «الموسوعة». 4 مارس 2017. مؤرشف من الأصل في 2025-04-27. اطلع عليه بتاريخ 2025-05-16.